# Ingmar Bergman
Ernst Ingmar Bergman, švedski gledališki in filmski režiser, * 14. julij 1918, Uppsala, † 30. julij 2007.

## Življenjepis
Ingmar Bergman je bil pastorjev sin in je bil temu primerno strogo verno vzgojen. Pri 19 letih je zapustil dom in se lotil študija zgodovine književnosti, ki pa ga ni dokončal.
Že med študijem se je navdušil za gledališče. Priključil se je študentski gledališki skupini in prevzel posle asistenta režije. 
Pritegnila ga je tudi filmska umetnost, predvsem nemi film. Od takrat naprej pa do smrti se je skoraj konstantno vsako leto pozimi posvečal gledališču in poleti filmu. Med umetnike, ki so vplivali na Bergmana, lahko štejemo Victorja Sjöströma in Augusta Strindberga.
Pomembno za njegovo življenje je afera, kjer je bil kaznovan zaradi neplačevanja davkov državi in se je zaradi tega izselil iz države in tako pomembno spremenil svoje navade kot ustvarjalec.
Bergman je v starosti živel s svojo peto ženo na otoku Fårö. S prejšnjimi ženami je imel skupaj 8 otrok. Svoj zadnji film je posnel leta 2003 (Saraband).

## Delo
Kot gledališki delavec, asistent žirije in medvojni zabavljač je imel priložnost ob sila okostenelih pogojih uvajati svojo vizi pripovedovanja zgodbe in privajanja svojih gledalcev na sicer nenavaden pogled v medčloveške odnose. Leta 1946 je izšel njegov prvi film, Kriza. Po drugi svetovni vojni mu je bila omogočena mednarodna uveljavitev, prvi večji uspeh pa je doživel šele leta 1955 s filmom Nasmeški poletne noči, ki je osvojil tudi nagrado na filmskem festivalu v Cannesu. Njegovi verjetno najbolj znani filmi so Prizori iz zakonskega življenja (1973), Sedmi pečat (1957) in Divje jagode (1957).
Njegova dela se ukvarjajo z mitologijo, iskanjem smisla življenja, iskanjem boga in psihologijo likov. Nekatere zgodbe pa so imele tudi avtobiografsko jedro in tako govorile o zakonski zvezi, osebni odgovornosti in moralni presoji, ukvarjal se je tudi s prebolevanjem nasilja in povzročanjem nasilja. Preko svojih filmov je pomagal karieram mnogih sedaj znanih švedskih igralcev oz. igralk - med drugim Maxu von Sydowu, Bibi Andersson in Liv Ullmann. 

Ingmar Bergman je posnel več kot 60 filmov in režiral več kot 120 gledaliških iger. Marsikateri režiser ga uvršča med svoje vzornike, tudi Woody Allen, še posebej je bil vpliven na mlade introspektivne mladeniče, ki so si ogledovali filme v povojnem obdobju. Bergman je velikokrat tudi pisal tako svoje igre kot filme, tako da je večina napravljenega bila izjemno avtorska in konsistentna. Napisal je tudi avtobiografijo Laterna magica, kjer popisuje svoje življenje. 

#### Finance
Značilno za umetniško in poslovno življenje Bergmana je bilo predvsem ekonomično ustvarjalno delo. Večina njegovega filmskega ustvarjanja ni bila v ničemer povezana s studijskim sistemov Amerike, četudi se je tržil v vseh državah kot prepoznavno evropski filmski ustvarjalec. Zaradi razmeroma velike produkcije in močne povezave filmskega jezika in gledaliških igralcev je lahko praviloma zagotovil financiranje in pokritje investitorjev. Večina filmov je bila delno izdelana s pomočjo amaterizma, entuziazma in preproste izdelave presenetljivo poceni (Kriki in šepetanja za $450,000, Prizori iz zakonskega življenja malo manj od $200,000.).

#### Tehnika
Bergman je običajno pisal lastne scenarije, o katerih je premišljeval sicer daljši čas, nato pa jih v razmeroma kratkem času mukoma tudi napisal. Vsaj njegova zgodnja dela so se močno naslanjala na obstoječa gledališka dela, vidno se je zanašal na gledališko delo Strindberga. V poznejšem obdobju je ugotavljal, da je vedno več prepruščal igralcem improvizacijo pri ustvarjanju dialoga in prepuščanju igralskim zamislim. Najbolj pozna dela so v scenariju le označila ideje in določila usmeritev prizora, dialoge so opravili igralci sami. 

#### Teme, ideje
Bergmanovi filmi se praviloma ukvarjajo s smrtnostjo, osamljenostjo in vero, pa tudi s seksualnostjo, ki prepreda premišljajoče like ob tem. Ženske so seksualno in telesno bolj izražajoče, včasih tudi ekcesne. Časovno, politično in socialno je kot avtor raznolik in nezavezan posamičnemu svetovnemu nazoru. Nekatere teme in stališča so bila zanj kasneje izražana pretirano in jih je kasneje doživljal kot mučna, še posebej stališča glede verskih in konzervativnih tematik. 

## Nagrade
Za svoje delo je med drugim prejel tri oskarje za najboljši tuji film (1960, 1961 in 1982), nagrado Irvinga G. Thalberga leta 1970 in »palmo vseh palm« (nagrado za najboljšega režiserja vseh časov) na filmskem festivalu v Cannesu leta 1997. 

## Filmografija
- Kriza (1946)
- Dežuje na najino ljubezen (1946)
- Ladja za Indijo (1947)
- Glasba v temi (1948)
- Pristaniško mesto (1948)
- Zapor (1949)
- Žeja (1949)
- Radost (1950)
- Tukaj se to ne more zgoditi (1950)
- Poletna medigra (1951)
- Ženske čakajo (1952)
- Poletje z Moniko (1953)
- Večer klovnov (1953)
- Lekcija z ljubezni (1954)
- Sanje ženske (1955)
- Nasmeški poletne noči (1955)
- Sedmi pečat (1957)
- Divje jagode (1957)
- Na pragu življenja (1958)
- Čarovnik (1958)
- Vir dekliškosti (1960, oskar za tujejezični film)
- Hudičevo oko (1960)
- Čez temno ogledalo (1961, oskar za tujejezični film)
- Zimski sij (1963)
- Tišina (1963)
- Zgodbe o ženskah (1964)
- Persona (1966)
- Volčja ura (1968)
- Sramota (1968)
- Riten (1969)
- Strast (1969)
- Beröringen (1971)
- Kriki in šepetanja (1972, oskar za fotografijo)
- Prizori iz zakonskega življenja (1973)
- Čarobna piščal (1975)
- Lice na lice (1976)
- Kačje jajce (1977)
- Jesenska sonata (1978)
- Iz življenja lutk (1980)
- Fanny in Alexander (1982, 4 oskarji)
- Po probil (1984)
- Blaženi (1986)
- V prisotnosti klovna (1997)
- Saraband (2003)